# Setra S 315 HDH

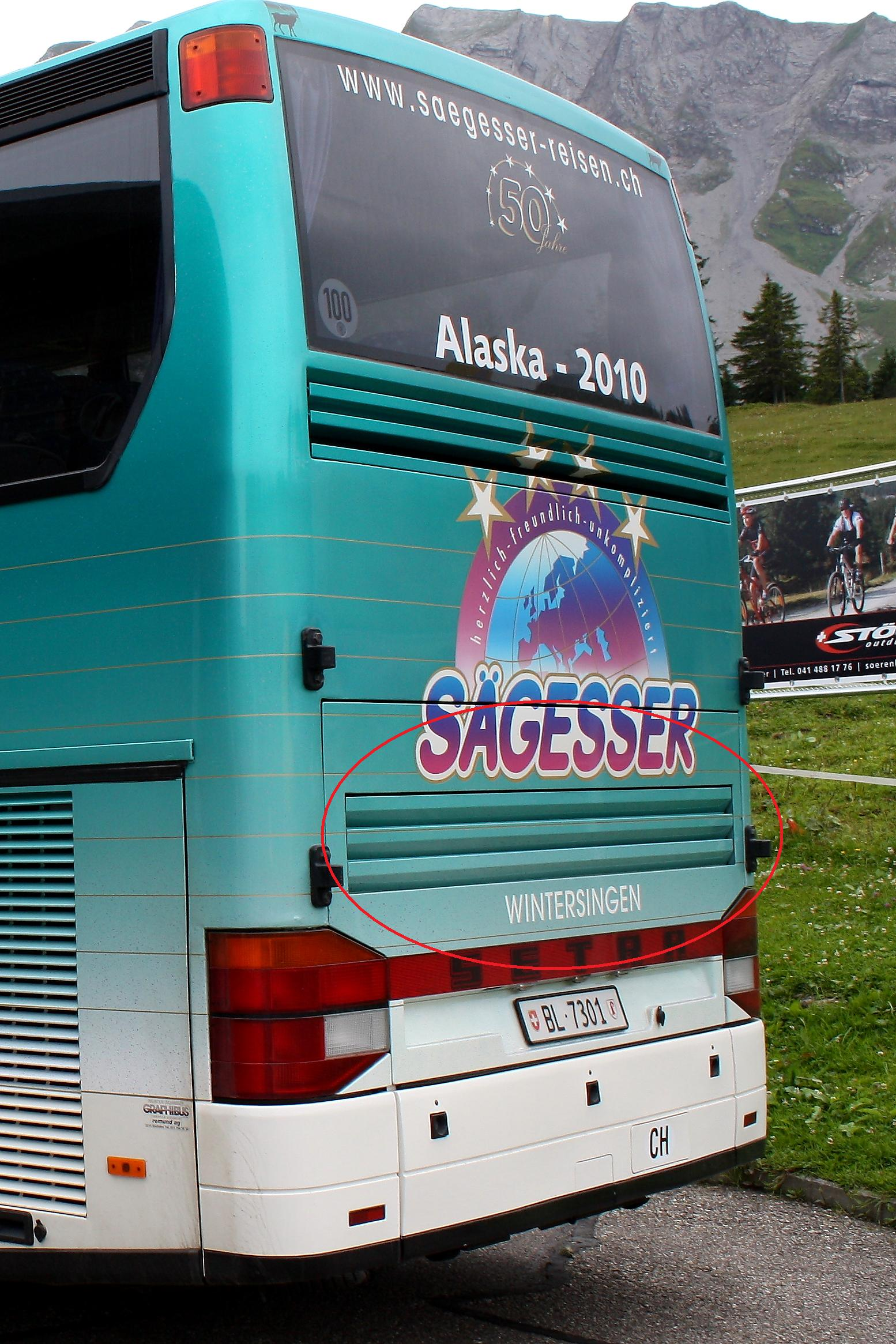
Вид сзади

Setra S 315 HDH (Hochdecker-Hoch) — туристический автобус, выпускаемый немецкой компанией Setra с 1991 по 2002 год. Вытеснен с конвейера моделью Setra S 415 HDH.

## Описание
Автобус Setra S 315 HDH впервые был представлен в 1991 году параллельно с автобусом Setra S 309 HD. В 1993 году автобус получил премию Coach of the Year.
В 1997 году в модельный ряд вошёл трёхосный автобус Setra S 315 HDH-3.